# Dmitri Goutov
Pour les articles homonymes, voir Gutow.
Dmitri Guennadievitch Goutov (en russe : Дмитрий Геннадьевич Гутов), né le 10 décembre 1960 à Moscou (Union soviétique), est un artiste russe.

## Vie et travail
Dmitri Goutov étudie l'art, la sculpture et l'architecture à l'Académie des beaux-arts de Léningrad. Dans ses œuvres, il prend une position critique sur le modernisme occidental et l’art contemporain. Il s'inscrit dans la tradition de l'art soviétique des années 1920 et 1930, faisant notamment référence au théoricien de l'art, le marxiste Mikhaïl Lifschitz (en) (1905-1983).
Goutov travaille la peinture, l'installation, la photographie et la vidéo.